# Мансо (коммуна)
Мансо (фр. Manso, корс. Mansu) — коммуна во Франции, находится в регионе Корсика. Департамент коммуны — Верхняя Корсика. Входит в состав кантона Кальви. Округ коммуны — Кальви.
Код INSEE коммуны — 2B153.

## Население
Население коммуны на 2008 год составляло 106 человек.
| 1962 | 1968 | 1975 | 1982 | 1990 | 1999 | 2008 |
| ---- | ---- | ---- | ---- | ---- | ---- | ---- |
| 54   | 79   | 125  | 175  | 130  | 106  | 106  |

## Экономика
В 2007 году среди 63 человек в трудоспособном возрасте (15—64 лет) 39 были экономически активными, 24 — неактивными (показатель активности — 61,9 %, в 1999 году было 56,4 %). Из 39 активных работали 36 человек (20 мужчин и 16 женщин), безработных было 3 (2 мужчины и 1 женщина). Среди 24 неактивных 2 человека были учениками или студентами, 9 — пенсионерами, 13 были неактивными по другим причинам.

## Фотогалерея

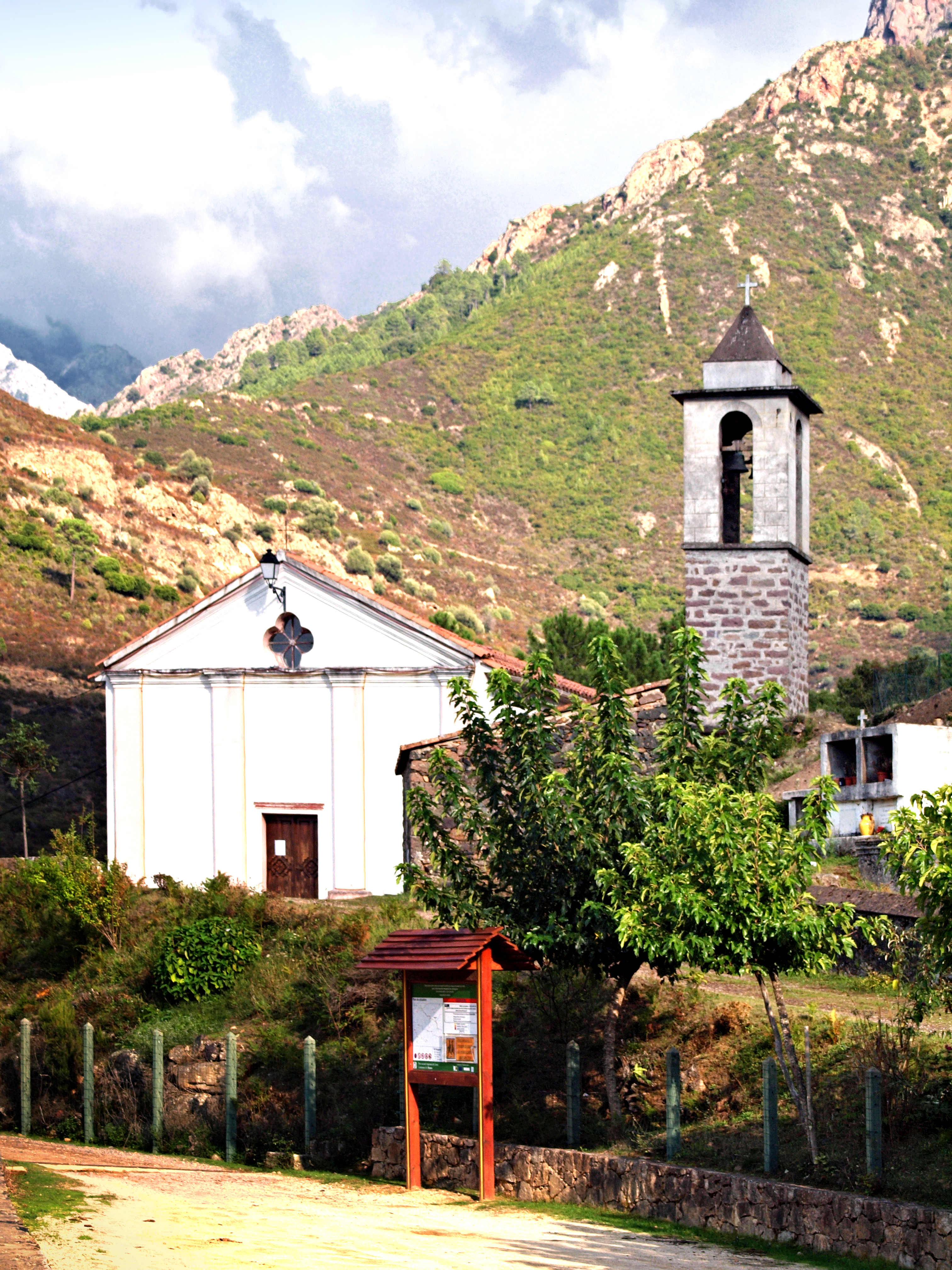
Церковь св. Панкратия
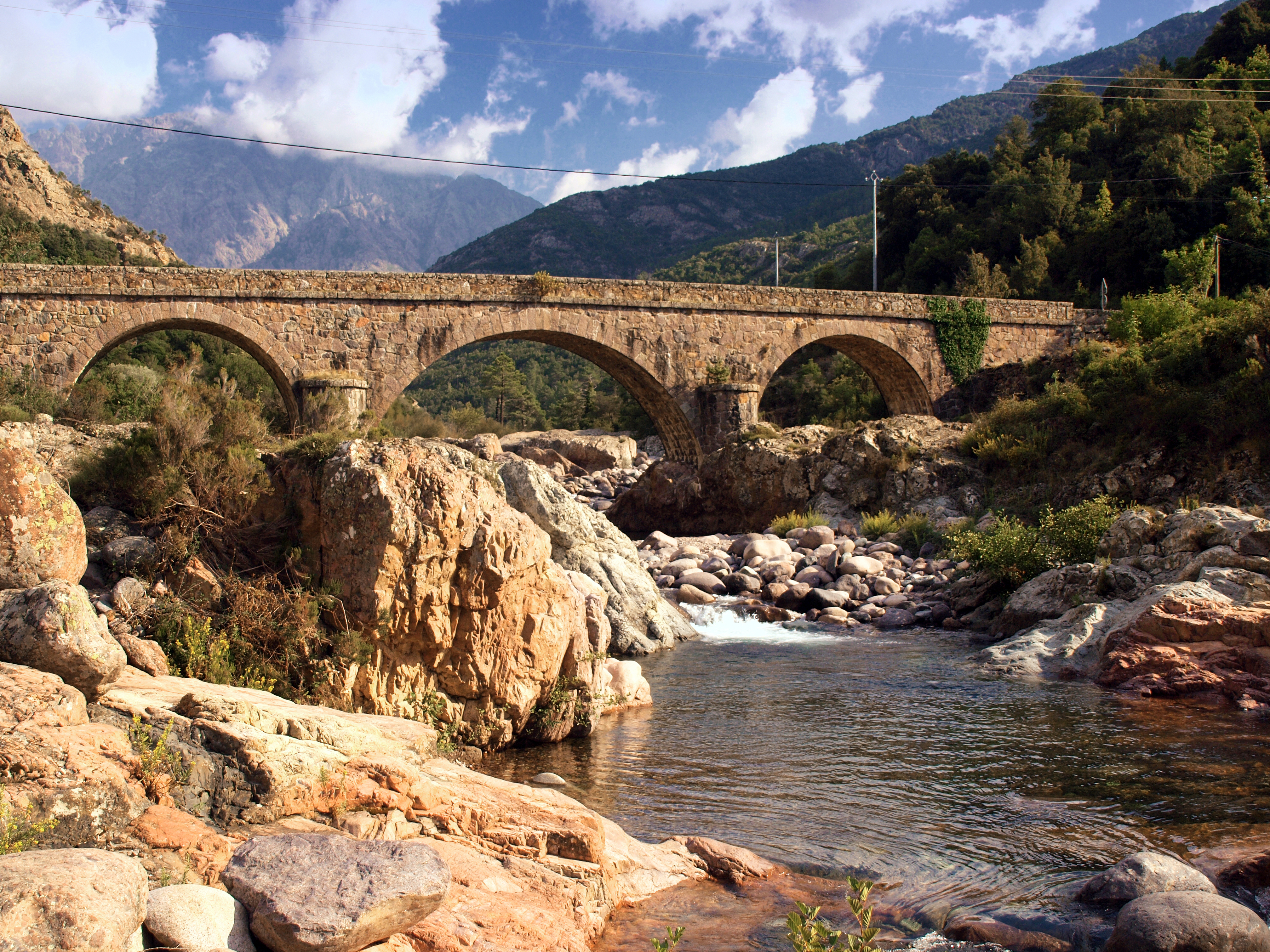
Мост